# Gildo Pallanca Pastor
Pour les articles homonymes, voir Pallanca et Pastor.
Gildo Pallanca Pastor, né le 1er avril 1967 à Monaco, est un homme d'affaires et entrepreneur monégasque, promoteur immobilier, pilote automobile et propriétaire PDG de Venturi. Il est le neveu de Michel Pastor (1943-2014).

## Biographie
Né à Monaco, il porte le nom de sa mère, Hélène Pastor, et de son père, Claude Pallanca, chirurgien-dentiste et collectionneur de maquettes de bateaux. Il passe son baccalauréat C, puis suit des études de droit en France et de sciences économiques en Italie. Il complète son parcours universitaire quelques années plus tard en intégrant le Massachusetts Institute of Technology (MIT).
De 1986 à 1999, Gildo Pallanca Pastor est pilote automobile. Le 3 mars 1995, il a établi le record du monde de vitesse sur glace sur Bugatti EB110 atteignant les 315 km/h pour une vitesse moyenne de 296 km/h.
En 1988 à 21 ans, il dirige la construction du plus grand immeuble de bureaux monégasque, le Gildo Pastor Center, dont le nom fait hommage à son grand-père (90 000 m2).
Depuis 1990, il gère une partie du patrimoine immobilier familial de la famille Pastor.
De 1990 à 2005, il investit dans une vingtaine d’entreprises qu’il juge innovantes : des sociétés installées à Monaco ou à l’étranger, toutes principalement dans le secteur automobile ou environnemental.
En 1996, il fonde le Technopôle de Monaco, salle de conférence située dans le quartier de Fontvieille.
Gildo Pallanca Pastor fonde Radio MC One (aujourd'hui Radio Monaco) à la fin des années 90. Diffusée de Bordighera en Italie à Saint-Tropez, Radio Monaco se veut novatrice en matière de programmation musicale à dominante électro-pop.
En 2000, il reprend l'entreprise de construction automobile française Venturi et installe son siège social à Monaco. Il fait le choix d'orienter la société vers la motorisation électrique et met au point avec son équipe la Venturi Fétish, la première voiture de sport électrique.
En 2008, Gildo Pallanca Pastor crée la Brasserie de Monaco, renouant ainsi avec une tradition perdue, celle de la première brasserie de la Principauté qui avait été lancée en 1905 par le Prince Albert 1er. Implantée sur le Port Hercule, la Brasserie confectionne de la cuisine locale et propose des soirées en afterwork.
En 2010, il rachète le nom du constructeur français de motos Voxan et la tourne, comme Venturi, vers la motorisation électrique.
En 2012, il est nommé consul général de Malaisie à Monaco.
De 2013 à 2020, il est à la tête de l'écurie Venturi engagée en Formule E. En 2020, l'écurie est rachetée par un fonds d'investissements américain.
En 2014, il est victime d'un AVC. En allant lui rendre visite à l'hôpital de Nice le 6 mai 2014, sa mère, Hélène Pastor, est assassinée à sa sortie.
Depuis 2015, il est consul général de Monaco à New-York.
En 2021, Gildo Pallanca Pastor co-fonde, avec Antonio Delfino, la société Venturi Lab. Installée en Suisse, Venturi Lab est chargée de concevoir et fabriquer des solutions de mobilité capables d’affronter les conditions environnementales extrêmes de la Lune et de Mars. En 2026, leur rover sera transporté vers la Lune par SpaceX.

## Vie privée
Il est marié à Clémentine de Salteur de La Serraz. Le couple a deux fils,.

## Distinctions honorifiques
- Chevalier de l'ordre de Saint-Charles (2009)
- Chevalier de la Légion d'honneur (2011)[14]